# Bastbergs naturreservat
Bastbergs naturreservat är ett naturreservat i Leksands kommun i Dalarnas län.
Området är naturskyddat sedan 2019 och är 3 hektar stort. Reservatet omfattar en höjd öster om fäbodstället Bastberg och består av hällmarksskog dominerad av tall med inslag av gran.